# Barry Cooper
Pour les articles homonymes, voir Cooper.
Barry Cooper, né le 2 mai 1949 à Southend-on-Sea, est un musicologue, compositeur, organiste, britannique, spécialiste de Beethoven et éditeur du Beethoven Compendium ou « Dictionnaire Beethoven » dans sa traduction française.

## Biographie
Né à Westcliff-on-Sea en Essex, Cooper étudie le piano et la composition dans son enfance, le conduisant à une bourse d'études pour la Gordonstoun School et plus tard à l'University College d'Oxford, où il étudie avec l'organiste John Webster et obtient sa maîtrise en 1973 et son doctorat l'année suivante. Parmi ses compositions musicales il faut citer un oratorio, The Ascension.
Mais Barry Cooper est mieux connu pour ses livres sur Beethoven (notamment le Beethoven Compendium), ainsi que l'achèvement et la réalisation des fragments de la Symphonie nº 10 de Beethoven. Ayant largement étudié les carnets de Beethoven et écrit un livre sur eux, Beethoven and the Creative Process, Cooper se sentait suffisamment en confiance pour identifier les esquisses pour les mouvements individuels de la symphonie et de mettre ensemble ceux pour le premier mouvement dans une unité musicalement satisfaisante. La réalisation a été enregistrée par la London Symphony Orchestra dirigé par Wyn Morris. La partition a ensuite été révisée pour sa création publique en 1988, par le Royal Liverpool Philharmonic Orchestra, dirigé par Walter Weller. Plusieurs enregistrements de l'œuvre sont disponibles.
De 1974 à 1990, Barry Cooper enseigne à l'université d'Aberdeen, où il s'intéresse à la musique ancienne imprimée dans cette ville, ainsi qu'à la théorie de la musique du XVIIIe siècle Anglais. Il a également découvert de la musique française rare pour clavecin du XVIIe siècle, ainsi que l'un des plus anciens canons connu.
Récemment, il a réalisé une nouvelle édition des Sonates pour piano de Beethoven pour l'Associated Board of the Royal Schools of Music (ABRSM) qui comprend trois sonates supplémentaires. Cooper a écrit l'apparat critique des sonates, détaillant les modifications apportées et les milliers de corrections.
Depuis 1990, Cooper est professeur, à l'université de Manchester. Outre les esquisses de Beethoven, Cooper enseigne l'histoire de la musique occidentale, l'édition, les compétences bibliographiques, l'harmonie et le contrepoint.

## Écrits

### Ouvrages
- (en) Barry Cooper, English solo keyboard music of the middle and late Baroque, New York, Garland, coll. « Outstanding dissertations in music from British universities », 1989, 525 p. (ISBN 0-8240-0191-5, OCLC 19321671)
- Barry Cooper (trad. de l'anglais par Denis Collins), Dictionnaire Beethoven [« Beethoven compendium »], Lattès, coll. « Musiques et musiciens », 1991, 614 p. (ISBN 978-2-7096-1081-0, OCLC 25167179)
- (en) Barry Cooper, Beethoven and the creative process, Oxford, Clarendon Press, 1990, 325 p. (ISBN 0-19-816163-8, OCLC 19625315)
- (en) Barry Cooper, Beethoven's folksong settings : chronology, sources, style, Oxford, Clarendon Press, coll. « Oxford monographs on music », 1994, 270 p. (ISBN 0-19-816283-9, OCLC 30026829)
- (en) Barry Cooper, Beethoven, New York, Oxford University Press, coll. « Master musicians series », 2000 (réimpr. 2008), 438 p. (ISBN 0-19-156716-7, OCLC 646787844, lire en ligne)
- (en) Barry Cooper, Child composers and their works : a historical survey, Lanham, Scarecrow Press, 2009, 216 p. (ISBN 978-0-8108-6911-0 et 0-8108-6911-X, OCLC 298670746)
- (en) Barry Cooper, Beethoven : an extraordinary life, Londres, ABRSM Publishing, Ltd, 2013, 170 p. (ISBN 978-1-84849-489-3 et 1-84849-489-0, OCLC 857966493)

### Articles
- (en) The Evolution of the First Movement of Beethoven's Waldstein  Sonata, dans : Music and Letters, Vol. 58 (1977), p. 170–191
- (en) Newly Identified Sketches for Beethoven's Tenth Symphony, dans : Music and Letters, Vol. 66 (1985), p. 9–18
- (en) The composition of "Und spür' ich" in Beethoven's Fidelio, dans : The Music Review, Vol. 47 (1986/87), p. 231–237
- (en) Beethoven's Portfolio of Bagatelles, dans : Journal of the Royal Musical Association, Vol. 112 (1987), p. 208–228
- (en) The Ink in Beethoven's "Kafka" Sketch Miscellany, dans : Music and Letters, Vol. 68 (1987), p. 315–332
- (en) The First Movement of Beethoven's Tenth Symphony: A Realization, dans : The Beethoven Newsletter, Vol. 3 (1988), p. 25–31
- (en) The Clementi-Beethoven Contract of 1807: A Reinvestigation, dans : Muzio Clementi: Studies and Prospects, éd. de Roberto Illiano, Bologne 2002, p. 337–353
- (en) The Arrival of Beethoven's 'Razumovsky' Quartets in Manchester, dans : Manchester Sounds, Vol. 5 (2005); p. 53–62
- (en) The Amazing Early Works of Frederick Ouseley, dans : The Musical Times, Vol. 147 (2006), p. 49–58
- (en) Beethoven's Uses of Silence, dans : The Musical Times, Vol. 152 (2011),  p. 25-43